# Palacio Álzaga Unzué
No confundir con el Palacio Unzué.
El Palacio Álzaga Unzué fue una de las residencias de la aristocracia argentina de comienzos del siglo XX y se encuentra en calle Cerrito 1455 de la ciudad de Buenos Aires, Argentina. Desde 2001 forma parte del hotel cinco estrellas «Four Seasons Buenos Aires Hotel», perteneciente a la cadena Four Seasons, la cual llama «La Mansión» a esta propiedad exclusiva, que cuenta con 7 suites (a diferencia de la torre erigida sobre el mismo terreno, que cuenta con más de 150 habitaciones). En 1997 fue declarada «Bien de Interés Histórico Artístico» por el Gobierno de la Ciudad de Buenos Aires.

## Historia
En 1916, el Sr. Félix Saturnino de Álzaga Unzué (1885-1974), miembro de la prominente familia Álzaga, encargó la construcción de esta residencia al arquitecto escocés Robert Russel Prentice, quien tenía estudios en la Ecole des Beaux-Arts de París, estaba radicado en Buenos Aires desde 1910 y acababa de comenzar su actividad independiente, luego de haber trabajado para el estudio de arquitectura porteño del arq. francés Louis Faure-Dujarric, egresado de la misma escuela parisina. Prentice también había colaborado en el diseño de ciertas estaciones de ferrocarril de relevancia de Argentina.
La residencia encargada por el Sr. Álzaga Unzué fue levantada en terrenos de su propiedad en el barrio de Retiro, entonces elegido por la clase alta porteña desde fines del siglo XIX. El 6 de mayo de ese mismo año, Álzaga Unzué se había casado con Elena Peña Unzué (1892-1982) —su prima segunda— en la Parroquia San Agustín de Buenos Aires (construida en 1910 por Mercedes Baudrix de Unzué, abuela de la novia). Por entonces, él tenía 31 años y ella, 24. Una versión decía que la mansión había sido el regalo de bodas de Félix a su esposa. La construcción tomó cuatro años y ambos se mudaron a la propiedad en 1920.
El matrimonio Álzaga Unzué-Peña no tuvo hijos, si bien habían planificado los dormitorios de los que, suponían, iban a nacer. Por eso, vivían con muchas mascotas, como varios perros y aves, y se entretuvieron viajando por el mundo muy frecuentemente. El personal doméstico estaba compuesto por alrededor de 20 personas, incluido el chef italiano Nicola Argentieri. La pareja vivió en esta residencia hasta su fallecimiento, tras lo cual quedó varios años deshabitada.
En la década de 1970, si bien la apertura del último tramo de la Avenida 9 de Julio hizo temer la demolición de esta propiedad y de otras como el Palacio Ortiz Basualdo, los vecinos del barrio se resistieron y finalmente fueron conservadas.
Los sobrinos Gómez Álzaga, herederos de la residencia, pusieron la propiedad en venta.

### Etapa Pharaon (1985-2006)

#### Con gerenciamiento de Hyatt
En 1985, la mansión fue adquirida por el financiero saudí Ghaith Pharaon en 5 millones de dólares estadounidenses. Más tarde, Pharaon se asoció con la cadena Hyatt para que esta operara un hotel en ella, es decir, con la marca Hyatt y el gerenciamiento de Hyatt.
En 1988, alentado por las laxas regulaciones urbanísticas de altura de Buenos Aires, Pharaon decidió construir una torre de 12 pisos de altura en el mismo terreno de la mansión. Al permiso lo obtuvo justo antes del final del año legislativo, durante la presidencia de Raúl Alfonsín. En 1991, Pharaon encargó la nueva construcción al estudio de arquitectura Sánchez Elía (SEPRA), empresa con vasta experiencia en el desarrollo de torres disruptivas.
Desde un primer momento, la construcción de la torre estuvo rodeada de gran controversia y denuncias, y por más de un motivo. Por un lado, mientras se estaba construyendo ya se conocía que los fondos provenían del crimen organizado. Por el otro, había recibido la resistencia de ciudadanos destacados, ya que iba a implicar la tala de un parque de plátanos de sombra que tenían alrededor de 100 años, lo cual finalmente ocurrió. El mismo día en que Pharaon obtuvo el permiso, los árboles fueron talados. En abril de 1992, el hotel fue inaugurado.
Al mismo tiempo, el financiamiento de la torre estuvo rodeado de muy graves denuncias surgidas de investigaciones del FBI de Estados Unidos, que apuntaban principalmente al origen de los fondos de Pharaon (a quien la justicia inglesa y estadounidense le habían cerrado el banco BCCI [Bank of Credit and Commerce International, a nombre de un pakistaní] por lavar dinero del narcotráfico) y, al mismo tiempo, también apuntaban a varios funcionarios argentinos, partícipes necesarios en este otro lavado de dinero. Entre ellos, el entonces secretario General de la Presidencia Alberto Kohan (nexo de Pharaon con el presidente Carlos Menem), citado por la Justicia a lo largo de varios años siguientes. En una declaración de principios, la mano derecha del presidente del país pronunció una frase tan categórica como resonante: «Al dinero no se le pregunta de dónde viene». El mismo también se manifestaba abiertamente en contra de la entonces propuesta ciudadana de que en Argentina también debía haber acceso público a las declaraciones juradas de bienes de los funcionarios. Por presiones de la Justicia de Estados Unidos, los funcionarios también debieron explicar porqué habían nombrado como Director de Aduanas de Argentina (bajo la apariencia de «asesor») al militar sirio Ibrahim al Ibrahim, que no era ciudadano argentino y ni siquiera hablaba castellano (exmarido de Amira Yoma, quien, a su vez, era cuñada de Carlos Menem y secretaria de Audiencias, en un caso de nepotismo agudo). Para darle el cargo al sirio, fueron necesarios dos decretos a su medida, que se efectuaron justo el día del cumpleaños de Amira Yoma. Dicho cargo era clave, ya que el dinero físico ingresaba al país en valijas a través del Aeropuerto Internacional de Ezeiza, y la aduana debía dar la orden sobre qué valijas no debían ser revisadas. Más tarde, como «prófugo» en Siria, Ibrahim hizo reveladoras declaraciones sobre actores clave de la política argentina, uno de los cuales, además de ser firmante de uno de los decretos que lo benefició, se convertiría más tarde en presidente del país. En contraposición al silencio de la mayor parte de los funcionarios e incluso del periodismo de entonces del país, la diputada Elisa Carrió realizó importantes investigaciones y denuncias, con las que incluso siguió insistiendo años después.
La década de 1990 estuvo signada por un inmenso poder del Partido Justicialista. Pese a las denuncias, la gran presión internacional y las pruebas, los jueces de Argentina, férreamente unidos al Poder Ejecutivo, se encargaron de crear un gran laberinto a través del cual se mostraba como improbable establecer alguna relación entre los implicados y los delitos. Los funcionarios, en simultáneo, sostenían que Pharaon y ellos eran inocentes, aun contrariando las propias declaraciones de Pharaon. Más concretamente, en 1991, Pharaon había admitido ante un juez que sus empresas lavaban dinero, pero dijo que creía que eso era legal. Su declaración no es tan sorprendente si se tiene en cuenta lo que decía abiertamente el presidente de Argentina a través de su vocero Kohan, que el origen lícito o ilícito del dinero no tenía ninguna importancia ni se preguntaba. El caso duró años y estuvo rodeado de una seguidilla de muertes sospechosas de testigos e involucrados cuya única relación entre sí era la posibilidad de que revelaran la verdad.

#### Con gerenciamiento de Four Seasons
El 1 de diciembre de 2001, dado el largo escándalo de corrupción, Hyatt puso oficialmente fin a su sociedad con Pharaon al vender el gerenciamiento de ambos edificios, la mansión y la torre, que pasaron a ser gestionadas por la cadena Four Seasons, manteniendo Pharaon la propiedad de todo. De esta manera, el contrato que habían firmado Hyatt y Pharaon por veinte años, se abortó tras los primeros nueve. Eso también implicó la renuncia de Hyatt a desarrollar varios otros hoteles en el interior del país junto a Pharaon, proyecto en el que venían trabajando desde hacía meses. Ya en mayo de ese mismo año la compañía había estado a punto de dejar el gerenciamiento.
Aunque se especuló con que la salida de Hyatt podría haberse debido a la crisis económica de esa época, tanto los números como las versiones de Hyatt lo desmentían. Estos hoteles de Buenos Aires estaban entre los más rentables que gestionaba Hyatt. Incluso un directivo del hotel de Buenos Aires, en una entrevista periodística de agosto de ese mismo año, se jactaba de que mantenía sus precios altos, a pesar de la crisis nacional y sectorial, e igual le cerraban los números. Pese a la recesión de 2001, el nivel de ocupación de Hyatt sólo había bajado el 2 % en Buenos Aires, mientras que en otros hoteles 5 estrellas de la ciudad la facturación había caído un 20 %.
Si bien los voceros de Hyatt lo negaban, en el sector hotelero se especulaba con que el fin de esta alianza obedecería a la «necesidad de despegarse» de Pharaon en medio de la crisis por los atentados del 11 de septiembre de 2001 a los Estados Unidos, ya que Pharaon era vinculado a la venta de armas y terrorismo desde antes de los atentados. Además, incluso antes de poner oficialmente fin a su sociedad con Pharaon, Hyatt ya estaba estudiando tres o cuatro proyectos para definir, en el corto plazo, la construcción de un nuevo hotel en la ciudad de Buenos Aires (algo que finalmente concretó con la compra del Palacio Duhau y la construcción de una torre en el fondo de su jardín, abriendo sus puertas en 2006). No obstante, Hyatt y Pharaon siguieron siendo socios en el hotel que la cadena tenía en Santiago de Chile.

### Etapa Saieh (2006-2011) con gerenciamiento de Four Seasons
En 2006, Pharaon vendió el complejo de edificios al grupo económico chileno Saieh (de Álvaro Saieh), siendo Farid Fahmy Bechara el presidente de la compañía propietaria local y continuando, de igual modo, el gerenciamiento a cargo de Four Seasons.

#### Restauración de los interiores de la mansión
En julio de 2008, los arquitectos Francisco López Bustos y Marcela Carvajal, especialistas en interiores, culminaron la restauración de los interiores de la mansión, iniciada a mediados del año anterior. No obstante, sus fachadas continuaron con su símil piedra pintado.
El mismo año, el gerente de marketing y comunicación del hotel, Gabriel Oliveri, publicó un libro sobre la mansión titulado LA MANSIÓN ÁLZAGA UNZUÉ. FOUR SEASONS HOTEL BUENOS AIRES, ilustrado con fotografías de Xavier Verstraeten, especializado en fotografiar el patrimonio arquitectónico.

### Etapa Albwardy (2011-actualidad) con gerenciamiento de Four Seasons
En abril de 2011, el grupo Saieh vendió las propiedades al empresario Ali Albwardy, un hombre de Dubái habitué de Argentina desde hacía 20 años. La operación, de 64 millones de dólares estadounidenses, incluyó el traspaso del gerenciamiento, que continúa en manos de Four Seasons.

#### Renovación de los interiores de la torre
Albwardy encaró un gran cambio en la decoración de los interiores de la torre, quitando los muebles de estilo, excepto en la mansión. Las renovaciones en la torre estuvieron a cargo de tres estudios de arquitectura internacionales: WA International, EDG y 40NORTH.
En el mismo proceso, se decidió que el restaurante de la mansión se llamara «Elena», en honor a la antigua moradora. A sugerencia de Oliveri, el salón de reuniones contiguo al de «Elena» se llama «Félix», simbolizando la unión de la pareja.

#### Concurso de acreedores tras cuarentena
En septiembre de 2021, tras la extensa cuarentena impuesta por el gobierno argentino y la prohibición del turismo internacional, Four Seasons de Buenos Aires pidió la convocatoria de acreedores.

## Arquitectura

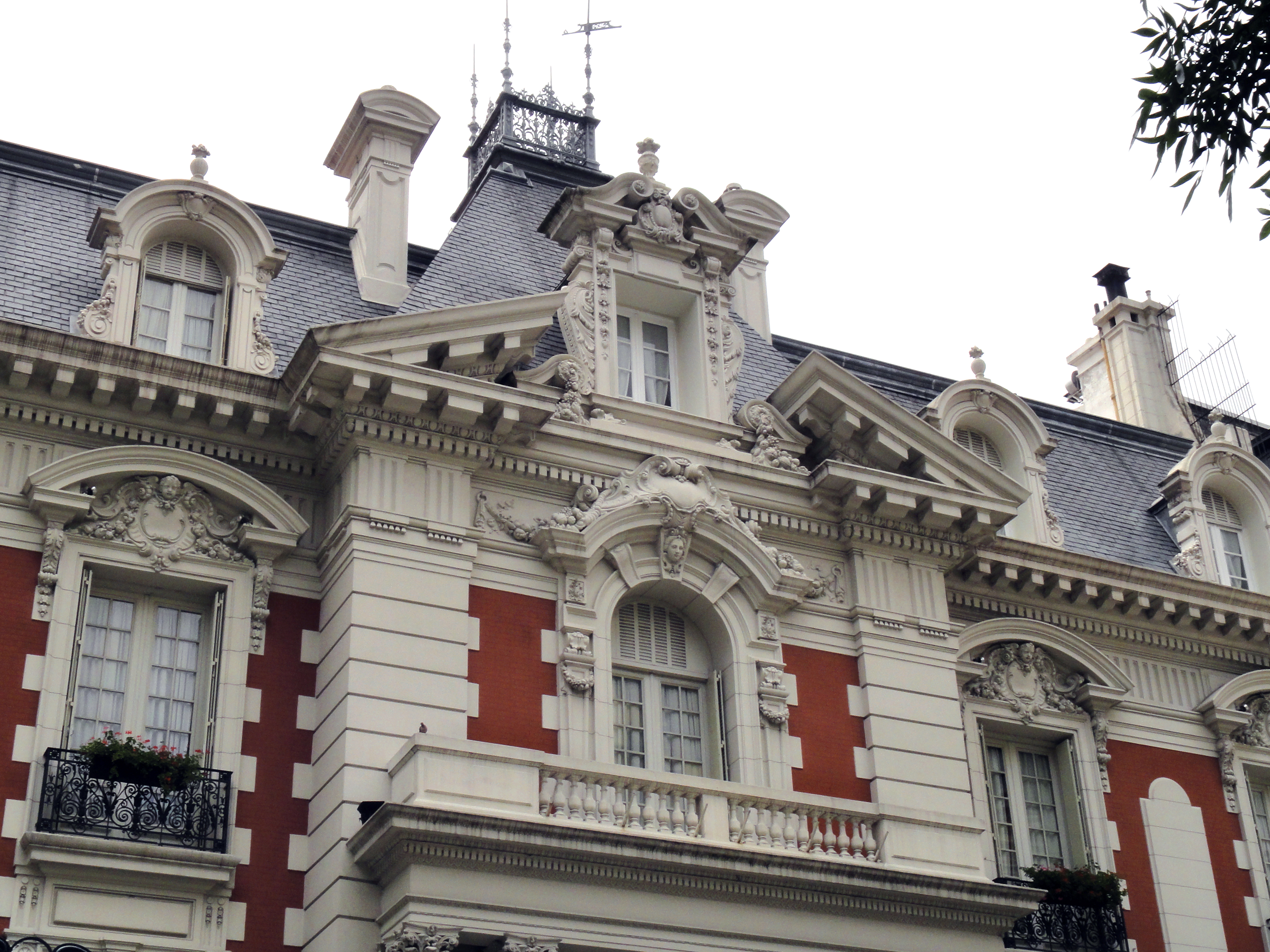
Detalle del frontón cortado del Palacio Álzaga Unzué.

Dado que a Félix le gustaba el estilo neobarroco inglés eduardiano, el cual toma características del barroco de Francia, exagerando el tamaño de algunos ornamentos y en algunos casos combina fachadas de sillería (piedra) con ladrillo visto, mientras su esposa Elena prefería que el arquitecto Prentice se inspirara en los castillos franceses del Loire, el profesional tomó una decisión salomónica: del Loire tomó el estilo barroco francés Luis XIII, que a veces también combina fachadas de sillería con ladrillo visto. Así, la reelaboración del estilo Luis XIII (es decir, el estilo neo-Luis XIII o neobarroco francés) podía ser tan elaborada como era el neobarroco inglés eduardiano. De esta manera, en su obra utilizó características que pueden ser atribuibles tanto al neobarroco de un país como al del otro.
Por eso, de este hôtel particulier neobarroco, muy característico de la Belle Époque (cuya atmósfera se extendió unos años más en Argentina, gracias a los factores combinados de que no sufrió la Primera Guerra Mundial y a la vez contaba con importantes recursos económicos, junto a una cultura muy afín), Félix pudo decir que era de estilo eduardiano, mientras su esposa pudo decir que era de estilo francés neo-Luis XIII. Precisamente, las reelaboraciones historicistas permiten ciertas licencias, por lo que esta propiedad también puede ser vista como de un estilo neo-Luis XIII más pesado (como se da, por ejemplo, en el caso del Château de la Maison Rouge de Francia).
Coincidentemente, en 1906, Concepción Unzué de Casares (1864-1959), tía de Félix de Álzaga Unzué (Concepción era hermana de la madre de Félix), y a su vez prima hermana de Elena Peña Unzué (Concepción era hija de un hermano de la madre de Elena), había encargado la construcción del Palacio Huetel al arquitecto suizo francés Jacques Dunant, en la estancia del mismo nombre, el cual es otro de los exponentes del estilo neo-Luis XIII en Argentina.
La fachada se destaca por el uso de ladrillo visto y su revestimiento símil piedra París (actualmente oculto bajo capas de pintura), por la gran entrada con columnas corintias dobles y su remate en un frontis cortado que enmarca una buhardilla. La mansarda de pizarra que ocupa el segundo piso (o el tercero, si se aplica el criterio estadounidense que cuenta a la planta baja como un primer piso, a diferencia del criterio francés y argentino en el que existe planta baja) tiene un coronamiento de zinc y hierro forjado. La mansión se conecta con la torre moderna por el lateral, mediante un pórtico circular con columnas jónicas.
En la cochera de la mansión, los Álzaga Unzué-Peña contaban con dos automóviles: un Cadillac y un Mercedes-Benz. En el subsuelo se ubicaban las cocinas, el lavadero y el comedor (con platería inglesa y muebles franceses). En ese nivel también se encontraba la bodega.
Al transformarse en hotel, la ex residencia Álzaga Unzué fue dividida en 7 suites. La más importante es la suite «Presidential», que tiene 180 m² de superficie y una amplia sala de baño revestida en diferentes mármoles, que es la original de época y forma parte del que fuera el departamento de Elena dentro de la casa.